# Jang Shin-young
Jang Shin-young (hangul: 장신영; nascida em 17 de janeiro de 1984) é uma atriz sul-coreana.

## Prêmios
- 2012 — SBS Drama Awards: Prêmio de atuação especial, Atriz em uma minissérie (The Chaser)
- 2001 — 71º Concurso de Miss Chunhyang